# Велики Цвјетнић
Велики Цвјетнић је насељено мјесто у Босни и Херцеговини у општини Бихаћ које административно припада Федерацији Босне и Херцеговине. Према попису становништва из 1991. у насељу је живјело 212 становника, а 2013. 56 становника.

## Географија
Велики Цвјетнић лежи на прилично равној висоравни (надморска висина 556 метара) која се уздиже изнад долине река Уна и Крка. Село има одасвуда природне границе. Према југу, до Малог Цвјетнића, границу чини поток Ћелије, према западу су долине Крке и Уне, на северу је шума Увале, а на истоку планина Загорје. Село је разбијеног типа, и састоји се од 4 краја: Језерина, Доњи Крај, Савчића Крај и Подборје (Горњи Крај).

## Историја
Село се налазило 1894. године у Бобољуској парохији, а имало је 62 куће са 415 људи.
Пре распада Југославије припадало је општини Дрвар.

## Култура
У Великом Цвјетнићу се налази црква Преображења Господњег која је реконструисана 2014. године. То је стара црква од камена од које су остале до краја 19. века рушевине. Налазиле су се на месту званом "Црквине". Када је дошла окупација Босне од стране Аустроугарске мештани су могли слободно да рашчисте рушевине. Указали су се остаци цркве: зидине су имале димензије, дужине са олтаром и звоником 16 метара а ширине шест метара. Верници су уз помоћ Земаљске владе у Сарајеву која им је доделила 1888. године 200 ф. почели доградњу. Дозидали су зидове и покрили цркву (високу пет метара) са звоником, који је дозидан и у којем је постављено једно звоно. До 1894. године још није била освећена, мада се лутиргија одржава са антиминсом.

## Становништво
По попису из 1991. у селу је живело 212 становника (208 Срба и 4 Југословена).
| Националност       | 1991. | 1981. | 1971. | 1961. |
| Срби               | 208   | 336   | 474   | 536   |
| Југословени        | 4     | 29    |       |       |
| Хрвати             |       |       |       | 1     |
| остали и непознато |       |       | 1     |       |
| Укупно             | 212   | 365   | 475   | 537   |

| Демографија (Велики Цвијетнић) | Демографија (Велики Цвијетнић) | Демографија (Велики Цвијетнић) |
| Година                         | Становника                     | Становника                     |
| ------------------------------ | ------------------------------ | ------------------------------ |
| 1961.                          | 537                            |                                |
| 1971.                          | 475                            |                                |
| 1981.                          | 365                            |                                |
| 1991.                          | 212                            |                                |